# Campanula rapunculus
La campanula commestibile (nome scientifico Campanula rapunculus L., 1753) è una pianta erbacea dai fiori a forma di campanella appartenente alla famiglia delle Campanulaceae.

## Etimologia
Il nome generico (campanula) deriva dalla forma a campana del fiore; in particolare il vocabolo deriva dal latino e significa: piccola campana.

Dalle documentazioni risulta che il primo ad usare il nome botanico di “Campanula” sia stato il naturalista belga Rembert Dodoens, vissuto fra il 1517 e il 1585. Tale nome comunque era in uso già da tempo, anche se modificato, in molte lingue europee. Infatti nel francese arcaico queste piante venivano chiamate “Campanelles” (oggi si dicono “Campanules” o “Clochettes”), mentre in tedesco vengono dette “Glockenblumen” e in inglese “Bell-flower” o “Blue-bell”. In italiano vengono chiamate “Campanelle”. Tutte forme queste che derivano ovviamente dalla lingua latina. L'epiteto specifico (rapunculus) significa "piccola rapa" (diminutivo di "rapum") e fa riferimento alle radici gonfie della pianta.
Il binomio scientifico della pianta di questa voce è stato proposto da Carl von Linné (1707 – 1778) biologo e scrittore svedese, considerato il padre della moderna classificazione scientifica degli organismi viventi, nella pubblicazione Species Plantarum - 1:. 164 1753 del 1753.

## Descrizione

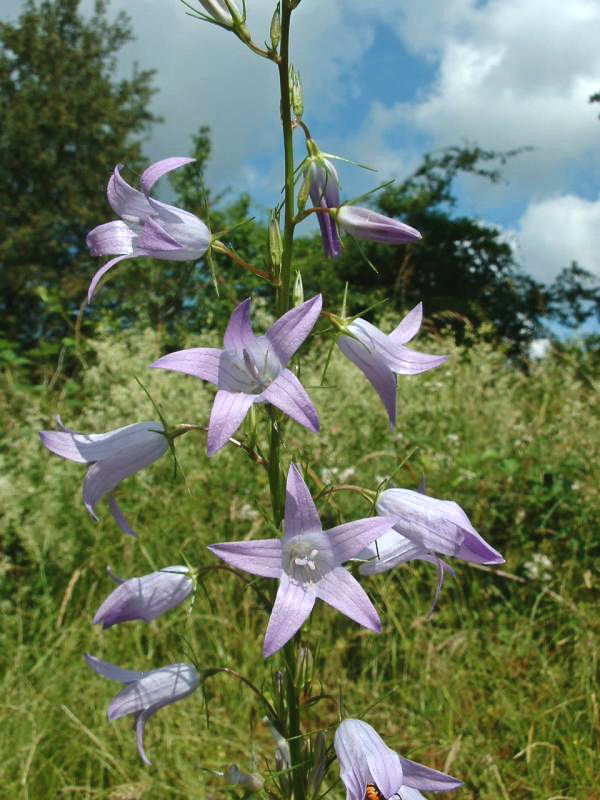
Il portamento

Queste piante arrivano fino a 100 cm di altezza. La forma biologica è emicriptofita bienne (H bienn), ossia in generale sono piante erbacee con gemme svernanti al livello del suolo e protette dalla lettiera o dalla neve e si distinguono dalle altre per il ciclo vitale biennale. Contengono inoltre lattice lattescente e accumulano inulina.

### Radici
Le radici sono fusiformi e ingrossate.

### Fusto
La parte aerea del fusto è eretta, costolata, glabra o sparsamente pelosa; la ramosità è nella parte superiore.

### Foglie

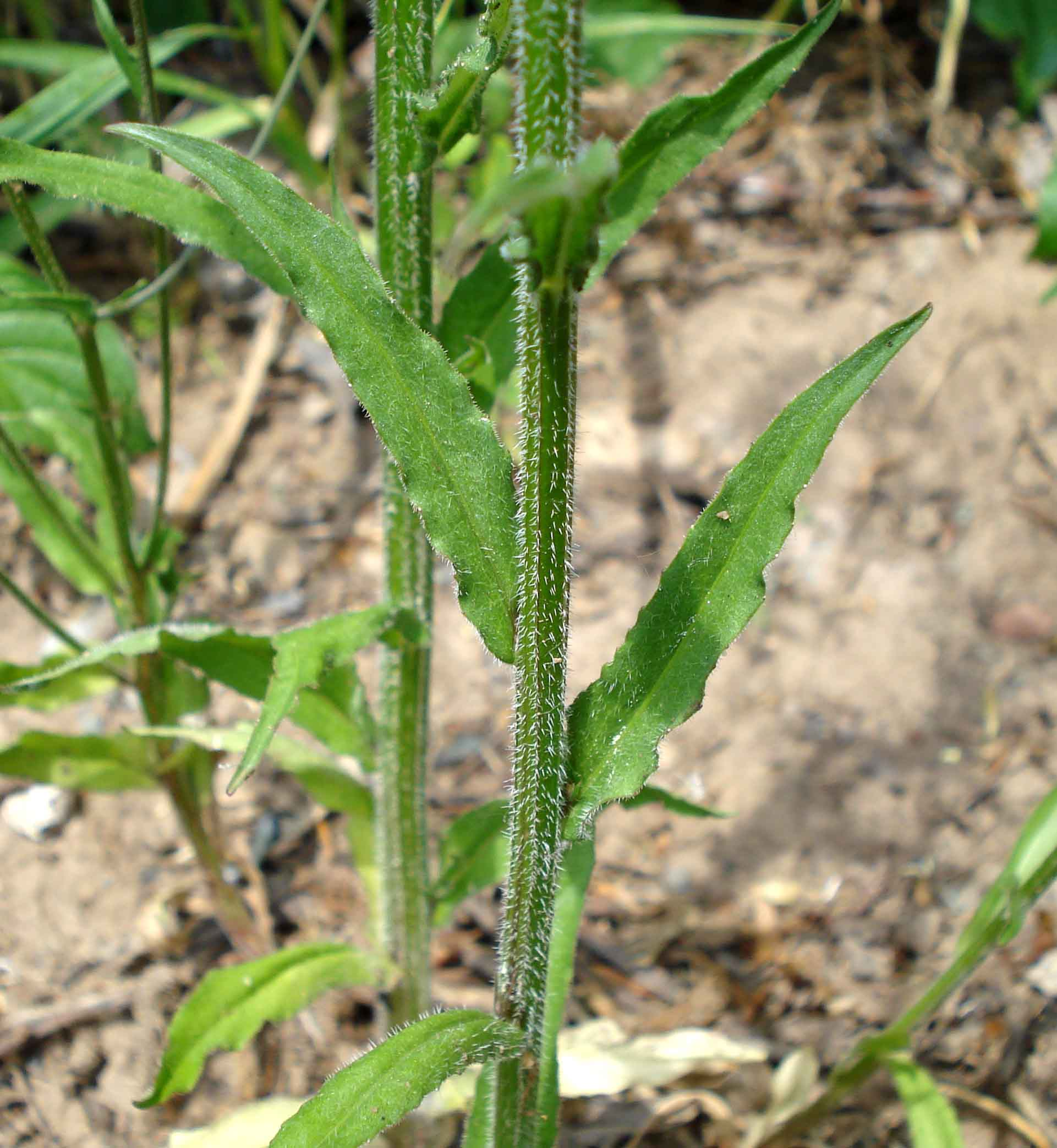
Le foglie

Le foglie hanno delle forme oblanceolato-spatolate; i bordi sono dentellati; quelle superiori sono progressivamente più ridotte con forme da lanceolate a lineari. Dimensione delle foglie: larghezza 1–2 cm; lunghezza 6–12 cm.

### Infiorescenza

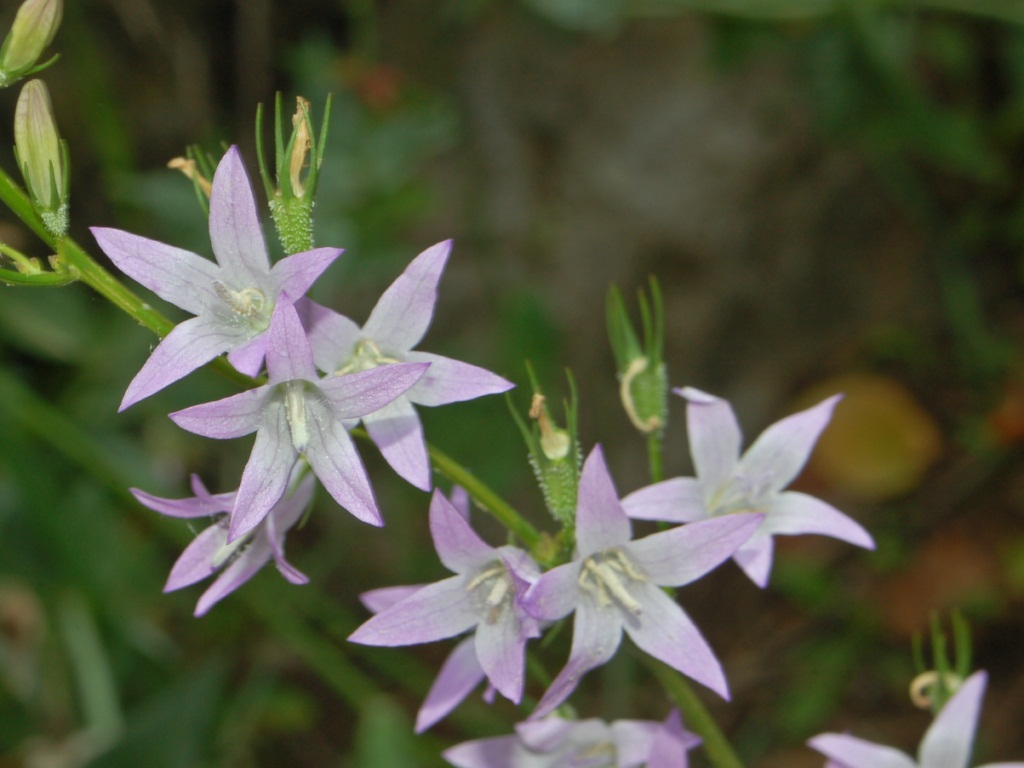
Infiorescenza

Le infiorescenze sono delle pannocchie ampie (allungate) formate da diversi fiori con portamento più o meno eretto. I peduncoli dei fiori sono provvisti di brattee inserite alla base del peduncolo stesso.

### Fiore

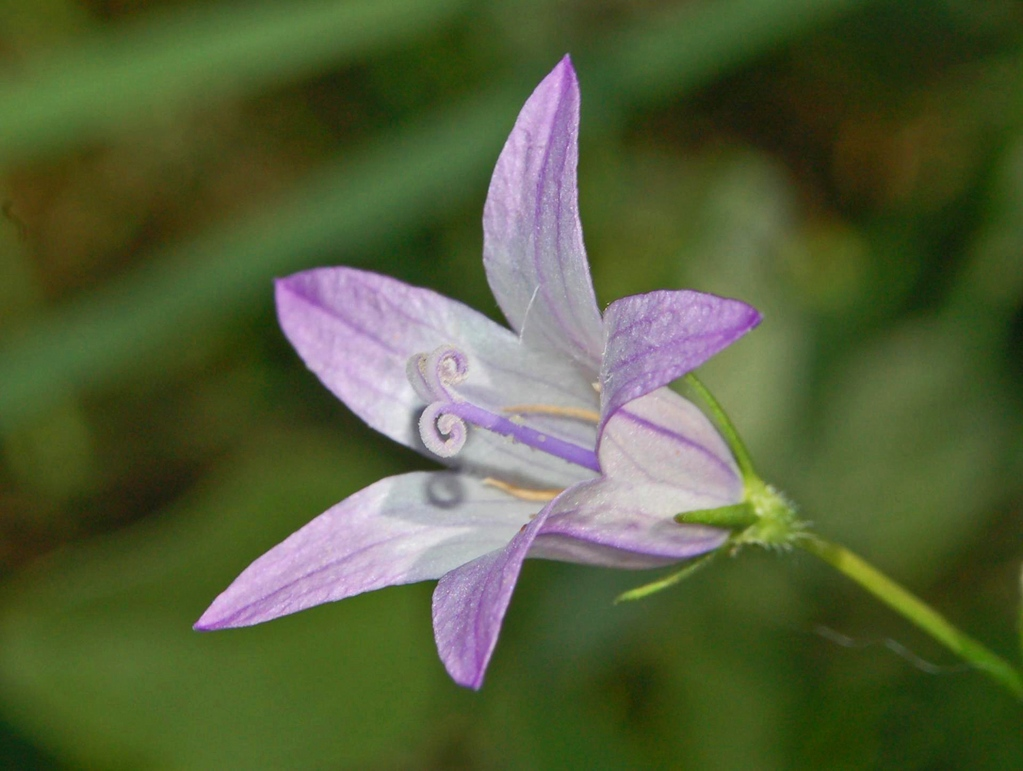
Il fiore

I fiori sono tetra-ciclici, ossia sono presenti 4 verticilli: calice – corolla – androceo – gineceo (in questo caso il perianzio è ben distinto tra calice e corolla) e pentameri (ogni verticillo ha 5 elementi). I fiori sono gamopetali, ermafroditi e attinomorfi. Lunghezza dei fiori: 15 – 25 mm.
- Formula fiorale: per questa pianta viene indicata la seguente formula fiorale:

K (5), C (5), A (5), G (2-5), infero, capsula
- Calice: il calice è un tubo terminante con 5 denti (sepali) a forma lineare; sono lunghi 2/3 della lunghezza della corolla. I denti sono acuti e ripiegati all'infuori; tra un dente e l'altro del calice non è inserita nessuna appendice riflessa. Il portamento dei denti è patente o riflesso.
- Corolla: la corolla campanulata è formata da 5 petali più o meno concresciuti in un tubo lungo 2/3 del totale ed è divisa fino quasi a metà. La corolla si allarga regolarmente dalla base alle fauci. Il colore è azzurro pallido, raramente è roseo-violaceo o biancastro. I petali sono privi di ali marginali. Lunghezza della corolla: 1 – 2 cm.
- Androceo: gli stami sono 5 con antere, libere (ossia saldate solamente alla base) e filamenti sottili ma membranosi alla base. Il polline è 3-porato e spinuloso.
- Gineceo: lo stilo è unico con 3 stigmi. L'ovario è infero, 3-loculare con placentazione assile (centrale), formato da 3 carpelli (ovario sincarpico). Lo stilo possiede dei peli per raccogliere il polline.
- Fioritura: in genere da maggio a settembre.

### Frutti
I frutti sono delle capsule ovoidi e erette; sono poricide 3-loculari, con deiscenza laterale o nella parte apicale sotto i denti del calice. I semi sono molto minuti.

## Riproduzione
- Impollinazione: l'impollinazione avviene tramite insetti (impollinazione entomogama). In queste piante è presente un particolare meccanismo a "pistone": le antere formano un tubo nel quale viene rilasciato il polline raccolto successivamente dai peli dallo stilo che nel frattempo si accresce e porta il polline verso l'esterno.[9]
- Riproduzione: la fecondazione avviene fondamentalmente tramite l'impollinazione dei fiori (vedi sopra).
- Dispersione: i semi cadendo a terra (dopo essere stati trasportati per alcuni metri dal vento, essendo molto minuti e leggeri – disseminazione anemocora) sono successivamente dispersi soprattutto da insetti tipo formiche (disseminazione mirmecoria).

## Distribuzione e habitat

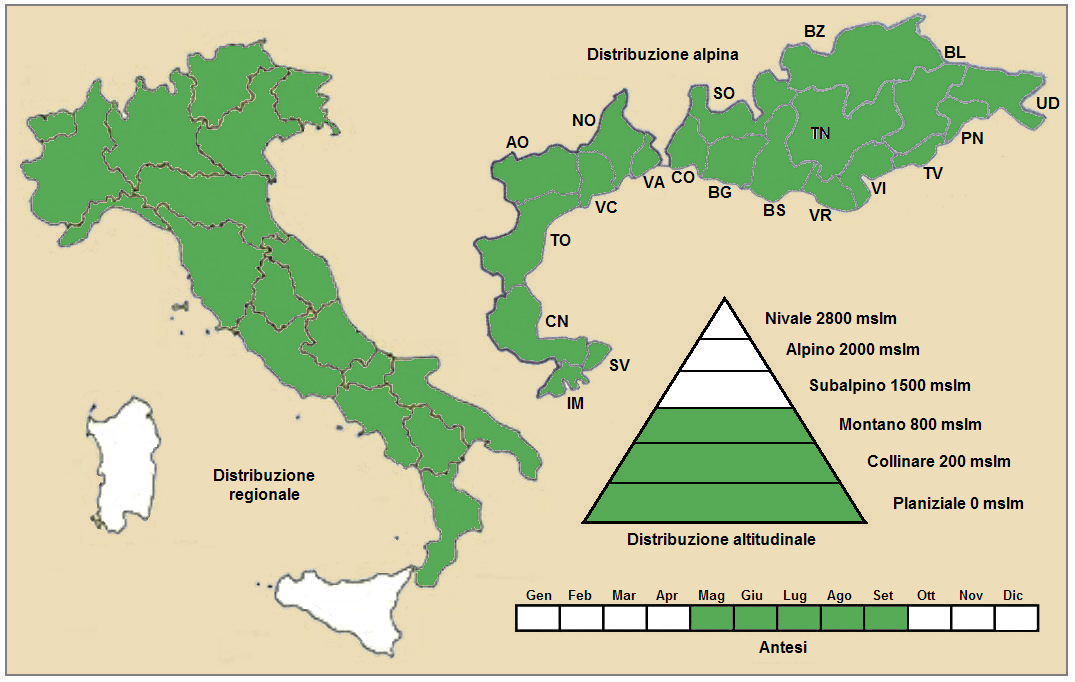
Distribuzione della pianta
(Distribuzione regionale – Distribuzione alpina)

- Geoelemento: il tipo corologico (area di origine) è Paleotemperato o anche Eurasiatico.
- Distribuzione: in Italia è presente ovunque (isole escluse). Nelle Alpi, oltre l'Italia, è presente nelle Alpi francesi, quelle svizzere e in Slovenia. Sugli altri rilievi europei collegati alle Alpi si trova nella Foresta Nera, Massiccio del Giura, Massiccio Centrale, Pirenei, Monti Balcani e Carpazi.[11] Inoltre è presente nel resto dell'Europa (meno al nord e nord est), nella Transcaucasia, nel Medio Oriente (parte mediterranea), nell'Anatolia e parte dell'Africa mediterranea occidentale.[12]
- Habitat: l'habitat tipico sono i campi, gli incolti, le vigne e gli oliveti; ma anche i tagli e le schiarite forestali (compresi i margini erbacei), le praterie e i prati del piano collinare-montano e gli arbusteti meso-termofili. Il substrato preferito è calcareo ma anche siliceo con pH neutro, medi valori nutrizionali del terreno che deve essere umido.[11]
- Distribuzione altitudinale: sui rilievi queste piante si possono trovare fino a 1500 m s.l.m.; frequentano quindi i seguenti piani vegetazionali: montano e collinare  (oltre a quello planiziale – a livello del mare).

### Fitosociologia
Dal punto di vista fitosociologico Campanula rapunculus appartiene alla seguente comunità vegetale:
Formazione: delle comunità delle macro- e megaforbie terrestri
Classe: Trifolio-Geranietea sanguinei
Ordine: Origanetalia vulgaris
Sistematica
La famiglia di appartenenza della Campanula rapunculus (Campanulaceae) è relativamente numerosa con 89 generi per oltre 2000 specie (sul territorio italiano si contano una dozzina di generi per un totale di circa 100 specie); comprende erbacee ma anche arbusti, distribuiti in tutto il mondo, ma soprattutto nelle zone temperate. Il genere di questa voce appartiene alla sottofamiglia Campanuloideae (una delle cinque sottofamiglie nella quale è stata suddivisa la famiglia Campanulaceae) comprendente circa 50 generi (Campanula è uno di questi). Il genere Campanula a sua volta comprende 449 specie (circa 50 nella flora italiana) a distribuzione soprattutto circumboreale.

Il basionimo per questa specie è: Neocodon rapunculus (L.) Kolak. & Serdyuk..

Il numero cromosomico di C. rapunculus è: 2n = 20.

### Variabilità
Per questa specie è riconosciuta valida la seguente sottospecie:
- Campanula rapunculus subsp. lambertiana (A.DC.) Rech.f., 1965.

### Sinonimi
Questa entità ha avuto nel tempo diverse nomenclature. L'elenco seguente indica alcuni tra i sinonimi più frequenti:
- Campanula calycina Boeber ex Schult.
- Campanula castellana Pau
- Campanula coarctata Gilib.
- Campanula decurrens Thore
- Campanula elatior Link & Hoffmanns.
- Campanula esculenta Salisb.
- Campanula fastigiata S.G.Gmel.
- Campanula glandulosa Banks ex A.DC.
- Campanula patula var. rapunculus (L.) Kuntze
- Campanula rapuncula St.-Lag. [variante Spelling]
- Campanula rapunculus var. bracteosa Willk.
- Campanula rapunculus var. calycina (Boeber ex Schult.) A.DC.
- Campanula rapunculus var. cymosospicata Willk.
- Campanula rapunculus var. hirsuta Schur
- Campanula rapunculus f. hirsutissima Faure
- Campanula rapunculus var. hirta Murr
- Campanula rapunculus var. micrantha Beyer
- Campanula rapunculus var. racemosopaniculata Willk.
- Campanula rapunculus subsp. rapunculus
- Campanula rapunculus var. reclinata Griseb.
- Campanula rapunculus var. strigulosa Batt.
- Campanula rapunculus var. verruculosa (Hoffmanns. & Link) Steud.
- Campanula rapunculus subsp. verruculosa (Hoffmanns. & Link) Nyman
- Campanula rapunculus var. verruculosa (Hoffmanns. & Link) Vatke
- Campanula rapunculus subsp. verruculosa (Hoffmanns. & Link) P. Silva
- Campanula verruculosa Hoffmanns.
- Campanula virgata A.DC.
- Neocodon rapunculus (L.) Kolak. & Serdyuk.
- Rapunculus Verus Fourr.

### Specie simili
Specie simili alla Campanula rapunculus sono:
- Campanula patula L. - Campanula a rami patenti: si distingue per la ramosità più ampia, le brattee dei peduncoli sono inserite verso la metà superiore e i lobi della corolla sono più ampi.
- Campanula persicifolia L. - Campanula con foglie di pesco: si distingue per il ciclo biologico perenne, i fusti sono più semplici, la corolla è più ampia fin dalla parte tubulare.

## Usi

### Cucina
Nella cucina popolare vengono usate le radici bulbose di queste piante, crude o cotte (secondo alcuni si possono preparare raffinati antipasti e contorni).

## Altre notizie
(1) La campanula raponzolo in altre lingue è chiamata nei seguenti modi:
- (DE)  Rapunzel-Glockenblume
- (FR)  Campanule raiponce
- (EN)  Rampion Bellflower

(2) È anche il nome di un personaggio di una fiaba dei fratelli Grimm, Rapunzel.